# Ferdinand d'Aragon (1488-1550)
Pour les articles homonymes, voir Ferdinand d'Aragon.
Ferdinand d'Aragon, né le 15 décembre 1488 à Andria dans le royaume de Naples et mort le 26 octobre 1550  à Valence dans le royaume de Valence est un prince du sang de la maison de Trastamare qui a été duc de Calabre et vice-roi de Valence.

## Biographie
Ferdinand d'Aragon fut duc de Calabre et héritier du trône de Naples ; il a été nommé vice-roi de Valence. Il était le fils aîné du roi Frédéric Ier de Naples et d'Isabelle des Baux. Il a joué un rôle important dans la politique méditerranéenne de la couronne d'Aragon au début du XVIe siècle. Il ne doit pas être confondu avec le célèbre roi contemporain, parent et homonyme Ferdinand le Catholique.
Lorsque Ferdinand d'Aragon nait, en 1488, son grand-père Ferdinand Ier règne sur le royaume de Naples. Son père Frédéric Ier de Naples est le second fils de ce roi et porte alors le titre de duc des Pouilles.
En 1501, les troupes de Louis XII et de Ferdinand le catholique occupent le royaume de Naples pendant les guerres d'Italie (1499-1504). Le jeune Ferdinand est à Tarente, assiégée par les forces espagnoles sous le commandement de Gonzalve de Cordoue. Pendant le siège, il obtient que sa liberté lui soit assurée après la reddition de la ville, mais il est fait prisonnier et emmené en Espagne où il reste sous la protection des rois ibériques pendant plus de vingt ans.
En 1526, il épouse Germaine de Foix, veuve du roi d'Aragon, devenant vice-roi de Valence, où il établit une cour animée qui promeut le théâtre et la musique.
Après la mort de Germaine de Foix en 1538, il prend pour seconde épouse en 1541, Mencia de Mendoza, veuve d'Henri III de Nassau-Breda.
Il meurt en 1550 en laissant ses possessions au monastère de San Miguel de los Reyes, dont sa grande bibliothèque. Il est enterré dans ce monastère avec sa première femme.
Avec sa mort, sans descendants légitimes, la lignée masculine de la dynastie Aragon-Naples s'est éteinte.